# Samsung Ativ Tab
Samsung Ativ Tab là một máy tính bảng 10,1 inch (26 cm) sản xuất bởi Samsung. Ativ Tab được công bố vào 29 tháng 8 năm 2012 tại IFA 2012, nó tích hợp vi xử lý lõi-kép 1.2 GHz Qualcomm Snapdragon S4, và chạy hệ điều hành Windows RT.
Ativ Tab nhận được đánh giá tích cực về trọng lượng thiết kế của nó, khả năng sử dụng thiết bị ngoại vi USB, và hiệu suất tổng thể của một thiết bị Windows RT thế hệ đầu tiên. Trong khi Ativ Tab được phát hành vào tháng 12 năm 2012 ở Anh, việc phát hành tại Đức và Mỹ đã bị hủy bỏ.

## Phần cứng
Thiết kế của Ativ Tab tương tự như các đối tác chạy Android (như Galaxy Note 10.1)—thiết kế pha trộn giữa nhựa và thủy tinh. Một cổng micro HDMI, khe MicroSD, và cổng USB kích thước đầy đủ được đưa vào thiết kế, cũng như nút tăng giảm âm lượng, nút nguồn, và jack tai nghe nằm ở đỉnh. Một nút Windows nằm ở phía dưới, giữa màn hình. Một cổng sạc và đế kết nối nằm ở giữa. Ativ Tab sử dụng màn hình 10,1 inch (26 cm) IPS với độ phân giải 1.366x768. Máy tính bản có sẵn bộ nhớ trong 32 GB hoặc 64 GB.

## Khả dụng
Tab Ativ ban đầu được lên kế hoạch phát hành tại Vương quốc Anh vào tháng 11 năm 2012 cùng với đối tác Windows Phone 8, Samsung Ativ S, nhưng đã bị trì hoãn vào giữa tháng 12. Việc phát hành cả hai thiết bị cuối cùng đã được tổ chức vào ngày 14 tháng 12 năm 2012.
Vào tháng 1 năm 2013, Samsung đã thông báo rằng họ đã hủy bỏ bản phát hành Ativ Tab của Mỹ, với lý do định vị không rõ ràng của hệ điều hành Windows RT, nhu cầu "khiêm tốn" cho các thiết bị Windows RT, cộng với nỗ lực và đầu tư cần thiết để giáo dục người tiêu dùng về sự khác biệt giữa Windows 8 và RT là lý do cho việc di chuyển. Mike Abary, phó chủ tịch cấp cao của các doanh nghiệp PC và máy tính bảng Hoa Kỳ của Samsung, cũng tuyên bố rằng công ty không thể xây dựng Tab Ativ để đáp ứng điểm giá mục tiêu của mình, coi chi phí thấp hơn là mục đích bán cho các thiết bị Windows RT. Samsung cũng đã lên kế hoạch rút Ativ Tab khỏi Đức và các thị trường châu Âu không xác định khác vì những lý do tương tự.

## Tiếp nhận
Trong khi giới thiệu thiết bị tại IFA, TechRadar đã ca ngợi màn hình "sắc nét" của Ativ Tab, thiết kế gọn nhẹ và khả năng mở rộng chức năng và lưu trữ của nó với cổng USB và khe cắm thẻ MicroSD. Tuy nhiên, người ta cũng nói rằng mặc dù bộ xử lý của nó tương đối nhạy, nhưng "chắc chắn nó không nằm trong cùng một giải đấu với Galaxy Note 2."
Anandtech cho biết, mặc dù không phải là sản phẩm thay thế tốt nhất cho một máy tính xách tay thực tế do hiệu năng của bộ xử lý dựa trên ARM bị chậm và bản chất vội vã của HĐH, Tab Ativ đã "thực thi tốt" cho thiết bị Windows RT thế hệ đầu tiên. Hiệu năng tương đối "linh hoạt" của máy tính bảng, thời lượng pin và thiết kế gọn nhẹ được coi là những khía cạnh tích cực, mặc dù coi bản thân thiết kế là "không có gì đặc biệt mới hoặc thú vị." Chipset Qualcomm APQ8060A được sử dụng trong Tab Ativ cũng được đánh giá là bộ xử lý tốt nhất cho Windows RT cho đến nay, lưu ý rằng hiệu năng của nó là đủ và "cạnh tranh đáng ngạc nhiên" so với các chipset được sử dụng trong các thiết bị Windows RT cạnh tranh. Camera phía sau được coi là không "khủng khiếp" hay "tuyệt vời" và việc thiếu phụ kiện bàn phím cho đầu nối dock của nó cũng được ghi nhận.